# Кузель (район)
Кузель (нем. Kusel) — район в Германии. Центр района — город Кузель. Район входит в землю Рейнланд-Пфальц. Занимает площадь 573,42 км². Население — 76 608 чел. Плотность населения — 134 человека/км².
Официальный код района — 07 3 36.
Район подразделяется на 98 общин.

## Города и общины
Управление Альтенглан
1. Альтенглан (3 020)
2. Бедесбах (786)
3. Бозенбах (830)
4. Эльцвайлер (149)
5. Эрдесбах (623)
6. Фёккельберг (403)
7. Хоршбах (266)
8. Нойнкирхен-ам-Поцберг (459)
9. Нидеральбен (343)
10. Нидерстауфенбах (298)
11. Оберстауфенбах (270)
12. Раммельсбах (1 745)
13. Ратсвайлер (179)
14. Рутсвайлер-на-Глане (366)
15. Ульмет (757)
16. Вельхвайлер (214)

Управление Глан-Мюнхвайлер
1. Бёрсборн (391)
2. Глан-Мюнхвайлер (1 219)
3. Хеншталь (384)
4. Хершвайлер-Петтерсхайм (1 365)
5. Хюфлер (596)
6. Кроттельбах (772)
7. Лангенбах (479)
8. Матценбах (694)
9. Нанцдичвайлер (1 275)
10. Квирнбах (556)
11. Ревайлер (475)
12. Штайнбах-на-Глане (953)
13. Ванвеген (747)

Управление Кузель
1. Альбессен (136)
2. Блаубах (451)
3. Денвайлер-Фронбах (302)
4. Эвайлер (191)
5. Эчберг (646)
6. Хашбах-ам-Ремигиусберг (733)
7. Херхвайлер (575)
8. Кёрборн (362)
9. Конкен (794)
10. Кузель (5 183)
11. Оберальбен (266)
12. Пфеффельбах (1 025)
13. Райхвайлер (558)
14. Рутвайлер (526)
15. Шельвайлер (562)
16. Зельхенбах (383)
17. Таллихтенберг (608)
18. Тайсбергштеген (713)

Управление Лаутереккен
1. Аденбах (189)
2. Буборн (159)
3. Кроненберг (169)
4. Даймберг (112)
5. Гинсвайлер (341)
6. Гланбрюккен (531)
7. Грумбах (528)
8. Хаусвайлер (56)
9. Хайнценхаузен (309)
10. Херрен-Зульцбах (195)
11. Хоэнёллен (392)
12. Хомберг (221)
13. Хопштедтен (353)
14. Каппельн (181)
15. Кирвайлер Лаутереккен (198)
16. Лангвайлер (279)
17. Лаутереккен (2 274)
18. Лонвайлер (461)
19. Медард (518)
20. Мерцвайлер (203)
21. Нерцвайлер (129)
22. Оденбах (934)
23. Оффенбах-Хундхайм (1 304)
24. Санкт-Юлиан (1 271)
25. Унтерйеккенбах (102)
26. Висвайлер (476)

Управление Шёненберг-Кюбельберг
1. Альтенкирхен (1 380)
2. Брюккен (2 339)
3. Дитвайлер (932)
4. Фронхофен (586)
5. Грис (1 019)
6. Омбах (846)
7. Шёненберг-Кюбельберг (5 774)

Управление Вальдмор
1. Брайтенбах (2 099)
2. Дунцвайлер (972)
3. Вальдмор (5 379)

Управление Вольфштайн
1. Ашбах (364)
2. Айнёллен (493)
3. Эсвайлер (467)
4. Хеферсвайлер (515)
5. Хинцвайлер (427)
6. Йеттенбах (854)
7. Краймбах-Каульбах (959)
8. Нусбах (644)
9. Обервайлер-им-Таль (160)
10. Обервайлер-Тифенбах (325)
11. Райпольтскирхен (403)
12. Рельсберг (205)
13. Ротзельберг (723)
14. Рутсвайлер-на-Лаутере (387)
15. Вольфштайн (2 020)